# Bouche de Bétizac
« Bouche de Bétizac » est une variété de châtaignier développée par l'INRA en 1962 à la station de Malemort-sur-Corrèze près de Brive.
Il s'agit d'un hybride contrôlé entre Castanea sativa et Castanea crenata (femelle Bouche rouge × mâle C. crenata CA04).
Cette variété produit des châtaignes grosses voire très grosses, bonnes en marron grillé, très bonne saveur pour un hybride. Avec Marigoule, c'est la variété actuellement la plus cultivée dans les châtaigneraies françaises car elle est très productive (3 tonnes par hectare en moyenne).
Son fruit est brillant, de couleur châtain rouge clair virant rapidement au marron, brun foncé, mat.

## Culture
L'arbre moyennement vigoureux au port érigé peut être planté serré dans les châtaigneraies (7 × 7 m), ce qui améliore sa productivité avec 200 arbres à l'hectare. De plus, il met à fruit rapidement avec une productivité de chaque arbre bonne et régulière. En culture irriguée (goutte-à-goutte), à Bordeaux, la production cumulée à l'âge de 5 à 7 ans oscille de 21 à 40 kg par arbre.

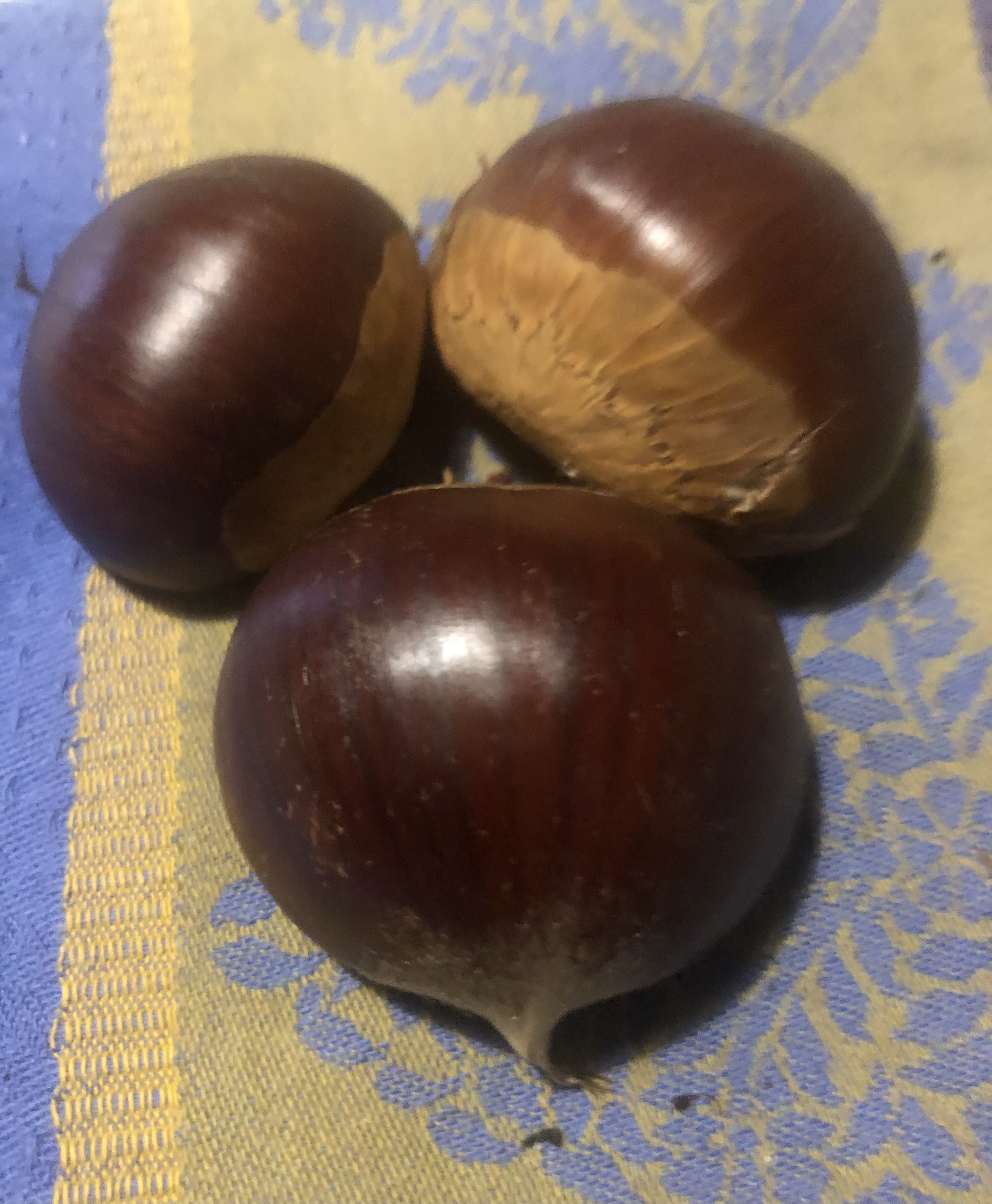
Bouches de Betilhac

Bouche de Bétizac garde ses feuilles longtemps au début de l'automne. Les fruits restent aussi longtemps accrochés à l'arbre et on utilise parfois des vibreurs pour les faire chuter.
« Bouche de Bétizac » n'a pas de pollen et est pollinisé par de nombreuses variétés telles que Belle épine, Marron de Goujounac, Marron de Chevanceaux (C sativa à fleurs mâles longistaminées) et à un degré moindre Bournette, Précoce Migoule, Maraval et Marsol, (hybrides interspécifiques à fleurs mâles longistaminées).
La multiplication végétative par marcottage est possible.
Ce cultivar est peu sensible au chancre de l'écorce et au cynips du châtaignier. Il a toutefois l'inconvénient d'être sensible aux gelées printanières, mais se trouve souvent jusqu'à l'altitude de 400 m, fréquent dans le sud-ouest.